# 마리아 순드봄
마리아 순드봄(Maria Sundbom, 1975년 5월 19일 ~ )은 스웨덴의 배우이다. 제52회 굴드바게상 여우주연상 수상자이다.

## 출연 작품
- 엑스-와이프 (2017)
- 소녀와 엄마, 그리고 악마 (2016)